# John Wojtowicz
John Stanley Wojtowicz (n. 9 martie 1945 - 2 ianuarie 2006) a fost un infractor american care a încercat să jefuiască o bancă, acest eveniment inspirând filmul din 1975 După-amiază de câine.